# Hội thánh Cơ đốc Truyền giáo Việt Nam
Hội thánh Cơ đốc Truyền giáo Việt Nam hay còn có tên khác là Hội Truyền giáo Cơ đốc Việt Nam là một trong những Hội thánh Tin Lành có tổ chức giáo hội, có số lượng tín hữu đông đảo tại Việt Nam, trụ sở của hội thánh hiện nay tại thành phố Đà Nẵng

## Lịch sử
Hội Thánh Cơ Đốc Truyền Giáo được thành lập vào ngày 1 tháng 9 năm 1956 tại Đà Nẵng bởi Mục sư Gordon Smith cùng một số mục sư của Hội Thánh Tin Lành Việt Nam với sự hỗ trợ từ tổ chức Chiến dịch truyền bá phúc âm toàn cầu (WEC)
Trong thời kỳ 1956-1975, Hội Truyền Giáo Cơ Đốc Việt Nam hoạt động chủ yếu ở các tỉnh duyên hải miền Trung và Bắc Tây Nguyên. Tính đến năm 1975 Hội đã có trên 16.000 tín đồ cả người Kinh và người Dân tộc bản địa Tây Nguyên, có hơn 30 mục sư, truyền đạo người Việt Nam và 11 giáo sĩ nước ngoài, 35 Hội Thánh cơ sở, 20 cơ sở văn hoá xã hội
Sau năm 1975, do các điều kiện lịch sử nên hoạt động truyền đạo của Hội thánh không được như trước đó, hoạt động cầm chừng, nhiều giáo sĩ khời khỏi Việt Nam
Tính đến hiện nay, Hội Thánh Truyền giáo Cơ Đốc Việt Nam hiện có trên 21.000 tín đồ, trong đó gần 18.000 tín đồ là người dân tộc bản địa  ở Tây Nguyên, phân bố chủ yếu ở 14 tỉnh, thành phố phía Nam như  Kon Tum có 13.299 tín đồ, Quảng Ngãi có 2.293 tín đồ, Gia Lai có 2.108 tín đồ, Quảng Trị có 1.287 tín đồ,...

## Cơ cấu tổ chức
Hội Thánh Truyền Giáo Cơ Đốc Việt Nam đã tổ chức Đại hội đồng lần thứ nhất (lần thứ 14 theo lịch sử giáo hội), từ ngày 17 đến ngày 19-9-2007 tại Đà Nẵng. Đại hội đã bầu ra Ban Trị sự Tổng hội gồm 11 thành viên, do mục sư Nguyễn Tợi giữ chức Hội trưởng, mục sư Đỗ Thành Sơn giữ chức Phó Hội trưởng, mục sư Nguyễn Thân Phẩm được bổ nhiệm làm Tổng Thư ký, mục sư Ân Ước làm Tổng Thủ quỹ.
Đại hội lần thứ 2 (lần thứ 15 theo lịch sử Giáo hội) tháng 8 năm 2011 đã bầu ra Ban Trị Sự mới gồm có: Mục sư Ân Ước, Hội trưởng, Mục sư Trần Thảo, Phó Hội trưởng; Mục sư Đỗ Hoàng Phong, Tổng Thư ký; Mục sư Trần Thanh Hải, Tổng Thủ Quỹ.
Hội Thánh Truyền Giáo Cơ Đốc Việt Nam hiện nay có hơn 200 mục sư, truyền đạo và người đứng đầu điểm nhóm, có 4 Hội Thánh chi hội cơ sở, 200 điểm nhóm
Trụ sở Hội Thánh Truyền Giáo Cơ Đốc Việt Nam đặt tại số K7/20 đường Lý Thường Kiệt, quận Hải Châu, thành phố Đà Nẵng
Hội Thánh Truyền Giáo Cơ Đốc Việt Namđược chính phủ Việt Nam công nhận có tư cách pháp nhân vào ngày 22 tháng 10 năm 2007